# Franz Krommer
Franz Krommer (češko: František Vincenc Kramář), češki skladatelj, * 27. november 1759, Kamnitz, Moravska, Avstro-Ogrska, † 8. januar 1831, Dunaj.
Krommer se je rodil v letu Handlove smrti, umrl pa nekaj let po smrti Ludwiga van Beethovna. Med letoma 1773 in 1776 je pri svojem stricu Antonínu Mattiasu Kramárju v Turánu študiral violino in orgle. Leta 1785 je na Dunaju postal violinist v orkestru štajerskega grofa. Leta 1790 je Krommer prejel naziv Maestro di Capella v katedrali madžarskega mesta Pécs. Na Dunaj se je vrnil leta 1795, preden je postal kapelni mojster, tokrat v orkestru grofa Ignaza Fuchsa leta 1798. Od leta 1813 (ali od leta 1818: kapelni mojster, po biografiji HOASM) do svoje smrti leta 1831, je bil Krommer kot naslednik Leopolda Kozelucha prvi dvorni skladatelj na avstroogrskem dvoru (Dunaj).